# Vampyrer
Denna artikel handlar om en underfamilj bland fladdermössen. För andra betydelser, se Vampyr (olika betydelser)
Vampyrer (Desmodontinae) är en underfamilj av blodsugande fladdermöss. Det finns tre olika arter, som alla förekommer i Amerika, från Mexiko till Brasilien, Chile och Argentina. Den vanliga vampyren, eller mer korrekt egentlig vampyr (Desmodus rotundus), lever på blod av däggdjur. Dess bett är i sig ofarligt för en vuxen människa, men den kan sprida sjukdomar som rabies. De andra två arterna är hårig vampyr (Diphylla ecaudata) och vitvingad vampyr (Diaemus youngi), som främst lever på blod från fåglar.

## Utseende
Dessa fladdermöss når en kroppslängd mellan 65 och 95 millimeter (de saknar svans) och en vikt mellan 15 och 50 gram.  Egentlig vampyr har ett vingspann mellan 35 och 45 centimeter.
Arternas päls är på ryggen rödbrun till gråbrun och på buken ljusare, ofta gråaktig. De bakre extremiteterna är påfallande kraftiga. Därför kan vampyrer i motsats till flera andra fladdermöss gå och hoppa på marken. De har även förmåga att klättra uppför lodrätta väggar liksom spindlar. Flygmembranen mellan bakbenen är liten och bär hår. Andra egenskaper som skiljer vampyrer från andra fladdermöss är tändernas konstruktion och tummens längd.
Vampyrer har inget riktigt näsblad som andra arter i familjen utan en hästskoformig förtjockning kring näsborrarna. Fram- och hörntänder liknar en skära i utseende och används för att öppna bytets hud. Kindtänderna saknar förmåga att mala födan. Som en annan anpassning till levnadssättet är matstrupen kort och magsäcken slangformig.

## Utbredning och habitat
Arterna förekommer från södra USA (Texas) till södra Sydamerika (centrala Chile, Argentina, Uruguay). De lever även på några öar i samma region, som Isla Margarita och Trinidad och Tobago. Däremot saknas de på öarna i Västindien.
Angående habitatet är de inte specialiserade, de förekommer främst i varma regioner som är fuktiga eller torra.

## Ekologi
Vampyrer är nattaktiva och vilar under dagen i skyddade utrymmen som grottor, gamla byggnader eller ihåliga träd, ofta i grupper. En sådan grupp, eller koloni,  kan hos den egentliga vampyren bestå av flera hundra individer. De andra arterna vilar i mindre grupper, på något eller några tiotal individer.
När vampyrerna söker efter föda använder de främst sitt luktsinne. På närmare håll hjälper även kroppsvärmen från de varmblodiga djuren dem att lokalisera en enskild individ. Med sina vassa tänder biter de hål på huden och slickar i sig blodet. I deras saliv finns ämnen som förhindrar blodet att koagulera. Det är sällan offren märker något av angreppet.

## Systematik
Vampyrer är en underfamilj i familjen bladnäsor (Phyllostomidae). I fylogenin är underfamiljen systertaxon till alla andra bladnäsor. Vampyrer utgörs av tre släkten med var sin art:
- Egentlig vampyr (Desmodus rotundus)
- Hårig vampyr (Diphylla ecaudata)
- Vitvingad vampyr (Diaemus youngi)